# 인경왕후
인경왕후 김씨(仁敬王后 金氏, 1661년 10월 25일(음력 9월 3일) ~ 1680년 12월 16일(음력 10월 26일))는 조선 숙종의 정비이다. 서인의 영수 김장생의 현손이며, 선조의 딸인 정혜옹주는 인경왕후의 고조모이기도 하다.
광성부원군 김만기의 딸로, 인현왕후의 폐위를 반대하며 《사씨남정기》를 지은 김만중은 숙부이며, 숙종대의 노론 김춘택의 고모이자 영조대의 영의정 이천보의 이모이다.

## 생애

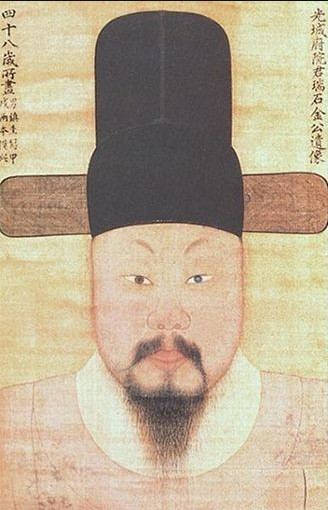
광성부원군 김만기 (1633-1687)
----인경왕후의 아버지로 서인의 대표적인 인물이다. 김만중의 형이기도 하다.

### 탄생과 가계
1661년(현종 2년) 9월 3일, 한성부 회현방 사제에서 김만기와 어머니 청주 한씨의 장녀로 태어났다.
본관은 광산(光山)이며, 인경왕후의 고조부는 송시열과 송준길의 스승인 김장생으로, 서인 산림의 영수이며 기호학파를 형성하였다. 조부 김익겸은 병자호란 때 순절하였으며, 김익겸의 아내이자 인경왕후의 조모인 정경부인 윤씨는 윤두수의 현손으로, 선조와 인빈 김씨의 둘째 딸인 정혜옹주의 손녀이다.
| ┌─→ 원종(인빈) → 인조 → 효종 → 현종 → 숙종 선조 └─→ 정혜옹주 (인빈) → 윤지 → 윤씨부인 → 김만기 → 인경왕후 |

이러한 가문의 배경이 인경왕후가 왕세자빈에 책봉되는 이유 중 하나가 되었는데, 당시 예송으로 남인의 기세를 제압한 서인은 '물실국혼'을 앞세워 왕비는 서인 가문에서 배출되어야 한다는 점을 당론의 하나로 삼았고, 이로 인해 인경왕후 사후 송준길의 외손녀인 인현왕후 민씨가 계비로 책봉되었다.

### 세자빈 및 왕비 책봉
1671년(현종 12년) 3월 22일, 왕세자빈에 책봉되었다. 이후 현종이 승하하고 숙종이 즉위하자 왕비가 됐으며, 관행에 따라 현종의 국상을 마친 후인 숙종 2년에 책비례를 올렸다. 1677년(숙종 3년), 숙종의 적장녀를 낳았으나 다음해 요절하였으며, 1679년(숙종 5년) 적차녀 낳았으나 하루만에 요절하였다.

### 사망
1680년(숙종 6년) 10월 26일, 천연두를 앓은지 8일만에 경덕궁 회상전에서 승하하였다.
시호는 인경(仁敬)이며, ‘인덕(仁德)을 베풀고 정의를 행하였으며 자나깨나 항상 조심하고 가다듬는다.’ 는 뜻이다.
능호는 익릉(翼陵)이며 서오릉을 구성하는 왕릉 중 하나로 경기도 고양시 덕양구에 있다. 1970년 5월 26일 사적 제198호로 지정되었다. 숙종 연간에는 왕릉의 능제를 단순화하고 석물을 간소하게 제작하도록 명하였으나, 그 이전에 만들어진 능묘이므로, 《국조오례의》의 제도를 따르고 임진왜란 이후의 양식을 나타내고 있다. 전호(殿號)는 영소(永昭)이다.

## 가족 관계
| - 조부 : 김익겸(金益兼, 1614~1637) : 김장생의 증손자 - 조모 : 해평 윤씨(海平 尹氏, 1617~1689) - 선조의 외손자인 윤지(尹墀)의 딸 - 아버지 : 광성부원군(光城府院君) 김만기(金萬基, 1633∼1687) - 외조부 : 한유량(韓有良, 1603~1656) - 외조모 : 덕수 이씨(德水 李氏, 1605~1684) - 이조판서 이경헌(李景憲)의 딸 - 어머니 : 서원부부인(西原府夫人) 청주 한씨(淸州 韓氏, ? ~ 1720) - 오빠 : 김진구(金鎭龜, 1651∼1704) - 올케 : 한산 이씨(韓山 李氏, 1651∼1721) - 조카 : 김춘택(金春澤, 1670~1717) 포함 8형제 - 오빠 : 김진규(金鎭圭, 1658∼1716) - 올케 : 덕수 이씨(德水 李氏, 1657~1701) - 순화군의 외증손녀 - 올케 : 연일 정씨(延日 鄭氏, 1691~1718) - 남동생 : 김진서(金鎭瑞, 1663~1712) - 올케 : 덕수 장씨(德水 張氏) - 효종 비 인선왕후의 오빠 장선징의 딸 - 남동생 : 김진부(金鎭符, 1676~1693) - 여동생 : 김한혜(金漢惠) - 정언진과 혼인 - 여동생 : 김복혜(金福惠) - 이주신과 혼인 - 조카 : 이천보(李天輔, 1698~1761) | - 남편 : 숙종(肅宗, 1661~1720) - 장녀 : 1677.4.27~1678.윤3.13 - 차녀 : 1679.10.23~1679.10.24 - 성별 미상 : 1680.7.22 유산 |

## 인경왕후가 등장하는 작품

### 영화
- 1961년 《장희빈》 (배우 : 주증녀)

### 드라마
- 1988년 MBC 《조선왕조 오백년 - 인현왕후》 (배우 : 박순천)
- 1995년 SBS 《장희빈》 (배우 : 장태은)
- 2013년 SBS 《장옥정, 사랑에 살다》 (배우 : 김하은)

## 같이 보기
- 숙종
- 명성왕후
- 인현왕후
- 천연두
- 서인
- 김만중
- 사씨남정기